# Deen Dayal

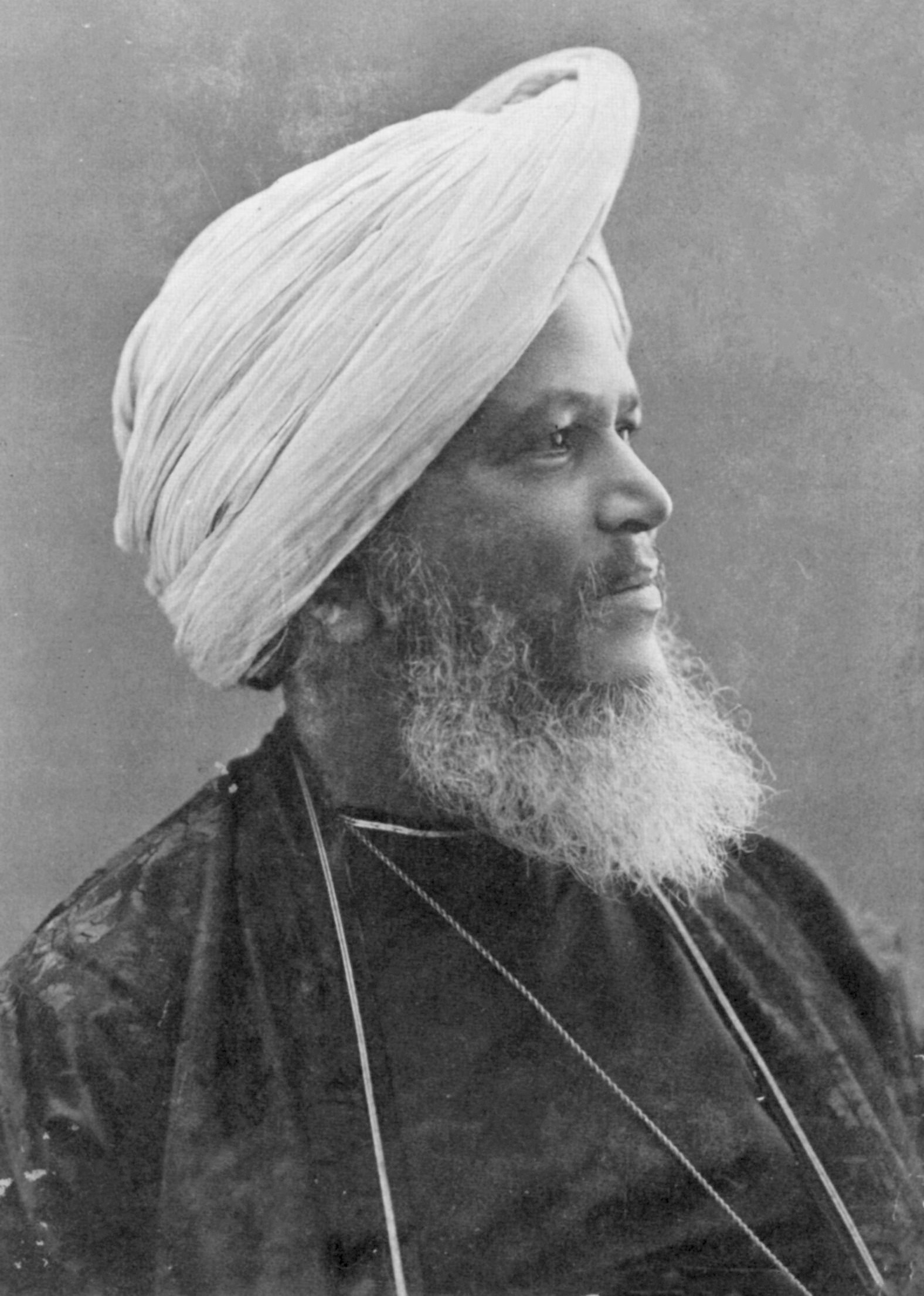
Deen Dayal

Raja Lala Deen Dayal Musaver Jung Bahadur (* 1844 in Sardhama (Meerut); † 5. Juli 1905 in Bombay), war ein indischer Fotograf, der, wie mehrere seiner Nachfahren, das Monopol auf Fotografien am Hofe des Fürstenstaats Hyderabad bekam. 1887 wurde er als erster Inder „königlicher Hoflieferant“ für Königin Viktoria. Die von der Familie über Generationen gesammelten Bilder sind heute eine wichtige Quelle zur Geschichte des Fürstenstaats.

## Lebensweg
Deen Dayal erhielt eine Ausbildung am Thomason Civil Engineering College von Rurki (United Provinces), das zur gleichen Zeit von Sayyed Husain Ali Bilgrami besucht wurde. Zunächst arbeitete er für das Public Works Department des Maharajas von Indore als technischer Zeichner. Daneben eröffnete er 1875 in Bombay als Fotograf eine Firma unter dem Namen Deen Dayal & Sons.
Er erhielt den staatlichen Auftrag, ein Album der Monumente Zentralindiens zusammenzustellen. Dieses gelungene Werk fand das Gefallen der britischen Königin. Um es zu vervollständigen, hatte er, ausgestattet mit einem Empfehlungsschreiben des Vizekönigs Lord Dufferin an den Nizam, 1884 auch Hyderabad aufgesucht. Der gerade ins Amt gekommene Asaf Jah VI., der von Dayals Kommilitonen Bilgrami ausgebildet wurde, war von der Qualität seiner Bilder beeindruckt. Er wurde daraufhin zum Hoffotografen ernannt.
Im nächsten Jahr ließ er sich bei Secunderabad nieder. Dort wurde auch, für die Zeit höchst ungewöhnlich, ein separates Studio für Frauen eingerichtet. Die Bilder dort wurden von einer Engländerin aufgenommen. Die Studios in Bombay und Indore wurden weiterbetrieben. Praktisch sämtlichen Fotografien des Hofes, des Adels und der Stadt der Zeit stammen von ihm. Zahlreiche indische Fürsten nutzten seine Bilder als Mittel der Selbstdarstellung nach außen. So auch Asaf Jah VI., um seine „großzügige“ Hilfe während der Hungersnöte 1895 bis 1902 zu dokumentieren.
Er begleitete nach der Jahrhundertwende Lord Curzon als offizieller Fotograf auf dessen Reisen durch Indien und deckte den Durbar in Delhi 1903 ab. 1904 starb sein Sohn Raja Dharam Chand, der das Studio in Bombay geleitet hatte und das schnell in Schwierigkeiten geriet. Im Juli 1905 starb seine Frau, er selbst erkrankte ebenfalls und folgte ihr wenige Monate später, während er sich Bombay in Behandlung befand.
Das Indira Gandhi National Centre for the Arts erwarb vor einigen Jahren die Sammlung der fotografischen Platten und seine erhaltenen Gerätschaften. Die Indische Post gab am 11. November 2006 eine 5-Rs. Briefmarke mit seinem Konterfei mit einer Auflage von 400000 Stück heraus.

## Nachfahren
Nach dem Tod Deens führte sein Sohn Gyanchand († 1916) das Geschäft weiter, der ein lebenslanges Monopol bei Hofe erhielt. Die dritte Generation der drei Söhne Gyanchands, Trilukand, Hukumchand und Amichand, führte das Geschäft weiter. Jedoch war man erst, als Amichand volljährig wurde (1932), wieder erfolgreicher. Asaf Jah VII. begann 1937, die Familie wieder zu fördern. In den 1950ern wurde im Nazari Bagh genannten Palast ein Studio speziell für die zahlreichen Adoptivkinder des Ex-Nizam eingerichtet. Gulab Chanda Jain setzte mit seiner Frau den Betrieb fort.